# Høvdingebold 2010
Høvdingebold var et sportsprogram som blev vist i foråret 2010 på DR. Det er baseret på den gamle sport høvdingebold.
Første gang dette program blev vist, var i 2009 med 12 hold, i 2010 var der kun 8.
For første gang, blev der også vist fire auditions, hvor man så holdene: VIP, De Rødhårede, Perlevenner og De Tatoverede blive skabt. I programmerne var der to hold, der dystede mod hinanden hver, vinderen gik direkte videre til næste program, men taberen skulle videre til en "vind eller forsvind"-kamp med et andet taberhold, og vinderen af denne kamp, gik videre til næste program.

## Første program

### indledende runder
| 1. hold         | 2. hold       | status for 1. hold | status for 2. hold |
| --------------- | ------------- | ------------------ | ------------------ |
| V.I.P.          | De rødhårede  | tabte              | vandt              |
| Homoerne        | Søofficererne | tabte              | vandt              |
| P3 united       | De tatoverede | tabte              | vandt              |
| Outdoor barbies | Perlevenner   | vandt              | tabte              |

### Vind eller forsvind
| 1. hold  | 2. hold     | status for 1. hold | status for 2. hold |
| -------- | ----------- | ------------------ | ------------------ |
| V.I.P.   | P3 united   | vandt              | tabte              |
| Homoerne | Perlevenner | tabte              | vandt              |

## Andet program

### Indledende runder
| 1. hold         | 2. hold       | status for 1. hold | status for 2. hold |
| --------------- | ------------- | ------------------ | ------------------ |
| Søofficererne   | De tatoverede | vandt              | tabte              |
| Perlevenner     | V.I.P.        | tabte              | vandt              |
| Outdoor barbies | De rødhårede  | vandt              | tabte, men videre  |

### Vind eller forsvind
| 1. hold       | 2. hold     | status for 1. hold | status for 2. hold |
| ------------- | ----------- | ------------------ | ------------------ |
| De tatoverede | Perlevenner | vandt              | tabte              |

## Tredje program

### Høvdingetesten
| Høvding (og hold)        | status |
| ------------------------ | ------ |
| Maria (Outdoor barbies)  | vandt  |
| Sebastian (De rødhårede) | vandt  |
| Erik (Søofficererne)     | vandt  |
| Morten (De tatoverede)   | vandt  |
| Sidney (V.I.P.)          | tabte  |

### Indledende runder
| 1. hold         | 2. hold       | status for 1. hold | status for 2. hold |
| --------------- | ------------- | ------------------ | ------------------ |
| Outdoor barbies | De tatoverede | tabte              | vandt              |
| Søofficererne   | De rødhårede  | vandt              | tabte              |

| 1. hold      | 2. hold         | status for 1. hold | status for 2. hold |
| ------------ | --------------- | ------------------ | ------------------ |
| De rødhårede | Outdoor barbies | tabte              | vandt              |
| V.I.P.       | De rødhårede    | vandt              | tabte              |

## Fjerde program

### Indledende runder (med gymnastikbolde)
| 1. hold         | 2. hold       | status for 1. hold | status for 2. hold |
| --------------- | ------------- | ------------------ | ------------------ |
| Outdoor barbies | Søofficererne | tabte              | vandt              |
| V.I.P.          | De tatoverede | tabte              | vandt              |

### Vind eller forsvind
| 1. hold | 2. hold         | status for 1. hold | status for 2. hold |
| ------- | --------------- | ------------------ | ------------------ |
| V.I.P.  | Outdoor barbies | tabte              | vandt              |

## Femte program

### Indledende runder
| 1. hold       | 2. hold         | status for 1. hold | status for 2. hold |
| ------------- | --------------- | ------------------ | ------------------ |
| Søofficererne | De tatoverede   | vandt              | tabte              |
| Søofficererne | Outdoor barbies | vandt              | tabte              |

### Vind eller forsvind
| 1. hold       | 2. hold         | status for 1. hold | status for 2. hold |
| ------------- | --------------- | ------------------ | ------------------ |
| De tatoverede | Outdoor barbies | vandt              | tabte              |

### Finale
| 1. hold       | 2. hold       | status for 1. hold | status for 2. hold |
| ------------- | ------------- | ------------------ | ------------------ |
| Søofficererne | De tatoverede | tabte              | vandt              |
| Søofficererne | De tatoverede | vandt              | tabte              |
| Søofficererne | De tatoverede | vandt              | tabte              |

Stillingen fra Høvdingebold 2010 blev dermed:
1. Søofficererne
2. De tatoverede
3. Outdoor barbies
4. V.I.P.
5. De rødhårede
6. Perlevenner
7. Homoerne & P3 united

## Om holdene

### De rødhårede
- Høvding, Sebastian Klein
- Erik Bo Andersen "Røde Romario"
- Benjamin Koppel "Bim"
- Maja Rohde "Pumba"
- Stormløber, Andreas Holm Hansen "Ginger"
- Magnus Elleby-Hansen

### De tatoverede
- Høvding, Morten Breum
- Anne Lindfjeld
- Tidligere høvding, Felix Smith
- Mikael "Kryb" Jensen
- Ronni Brasco Høfling
- Stormløber, Jean "BANG" Manhart
- Martin Mors Andersson

### Homoerne
- Høvding, Henrik "Papa" Dencker
- Sigurd "Siggi" Kjær
- Henrik Breiner Sørensen "Fuzzy"
- John Mikkelsen
- Christian Dorrow "McBeefy"
- Paul "Pålle" Dobson
- Peter "Puppy" Kristensen

### Outdoor barbies
- Høvding, Maria Skovgaard Langberg
- Maria Estella Gullestrup
- Stormløber, Fie "Fu" Johnsen
- Camilla Høeg Gade "Camsen"
- Maibrit "Maise" Tomstrup
- Annika "Anix" Lund Jensen
- Janne "Løjser" Kiilerich Løjborg

### P3 united
- Høvding, Mads Steffensen
- Stormløber, Nicolas Kawamura
- Mikkel Bagger
- David Mandel "Det gule lyn"
- Sara "8" Otte
- Tony Scott
- Thomas "TomTom" Skov Gaardsvig

### Perlevenner
- Høvding, Biilal "Biilo" Al Manti
- Achmed "T" Ali Turky
- Issa Firas
- Gawtham Sriranjan Sambanthasarnalayam "GT"
- Malene Santini
- Jahfar Muataz
- Muhammad Najei Matrod

### Søofficererne
- Høvding, Erik Madsen
- Mark Sværke
- Peter Højgrav
- Snorre Gudnason
- Søren Gaul
- Daniel Post
- Tinna "Bissen" Bisgaard

### V.I.P.
- Høvding, Sidney Lee "Sid"
- Jackie Navarro
- Stine Kronborg
- Stormløber, Nick Zitouni
- Lukasz Poplawski
- Christian Kiefer
- Victor "Maschinegun" Moreno

 Der er for få eller ingen kildehenvisninger i denne artikel, hvilket er et problem. Du kan hjælpe ved at angive troværdige kilder til de påstande, som fremføres i artiklen.